# Xeraco
Xeraco és un municipi del País Valencià situat a la comarca de la Safor.

## Geografia
Està situat a uns 57 km al sud de la ciutat de València (39º 01' 55" Latitud Nord i 0° 12' 56" Longitud Oest). Entre el poble i la platja hi ha uns 3 km. A l'oest del terme municipal hi ha el massís del Mondúber, el qual va sofrir un greu incendi en la primavera del 2006.
Per carretera, s'accedix a Xeraco des de València, per la N-332. Té, a més, una eixida de l'autopista AP-7 compartida amb Xeresa i amb una estació de ferrocarril en la línia C-1 de Rodalies (Gandia - València) de València (RENFE).

### Partides del terme
Hi ha 19 partides segons del cadastre actual: Les Covatxones, Les Vinyoles, Pla de la Foia, Sester, Cap de Terme, Els Fondos, Bancal, La Rondonera, Malladeta Fonda, Barranc de la Ruta, Calamau, El Campot, Les Marjals, Les Sorts, Vora Riu, Les Marines, Els Borrons, La Gola, Canyar.

### Localitats limítrofes
El terme municipal de Xeraco fita amb els termes municipals de Tavernes de la Valldigna, Simat de la Valldigna, Benifairó de la Valldigna, Xeresa i Gandia.
| Tavernes de la Valldigna i l'àrea de Servici de l'AP-7       | Tavernes de la Valldigna i el Riu Vaca | Riu Vaca, La Goleta i Platja de Xeraco                             |
| Montdúver, Benifairó de la Valldigna i Simat de la Valldigna |                                        | Marjals Xeraco-Xeresa-Gandia, Platja de Xeraco i Platja de l'Ahuir |
| Montdúver i Xeresa                                           | Xeresa                                 | Marjals Xeraco-Xeresa-Gandia i Xeresa                              |

## Història
Sembla que les primeres troballes de les antigues societats humanes que trepitjarien el territori que en l'actualitat forma el terme de Xeraco, van poder pertànyer al Paleolític Inferior, segons es troba datat en la memòria d'unes superficials excavacions dutes a terme per Gurrea i Penalva allà pels volts del 1952, tot i que foren d'una breu durada, van aparèixer algunes troballes de sílex, ossos, closques de caragols i alguns trossos de ceràmica. A l'època del bronze, alguns investigadors apunten la possibilitat que a l'àrea de la Barcella podia haver-hi existit algun poblat ibèric, tot i que no tenim cap constància documental d'eixes suposicions.
L'època musulmana resta en l'anonimat, perquè no tenim constància d'esdeveniments documentats, tot i que fins a la dècada dels huitanta del segle xx podíem fruir d'una de les poques obres arquitectòniques musulmanes de la Safor, la torre mora, que fou enderrocada sense mirament per a fer lloc al nou ajuntament de la localitat.
L'antiga alqueria de Xeraco entra a formar part del nou regne de València a partir del 3 de juny de 1248, apareixent documentat al Llibre del Repartiment de Jaume I, rei de Mallorca, Aragó, València i comte de Barcelona, en la donació que realitzà al cavaller Arnau Bosquet de l'alqueria anomenada Xaracho que havia estat del musulmà Avincedrell, passant a ser un llogaret amb població cristiana i sarraïna. Fonts documentals assenyalen que la demografia entre 1373 i 1391 era d'uns nou focs de cristians vells i onze de moriscs. Així doncs, els musulmans constituïen la mà d'obra barata, dòcil i de gran rendibilitat per a la noblesa. Vivien apartats fora de la localitat, al raval o moreria, estant sempre objecte de marginació.
A principis del segle xv el poble va pertànyer al cavaller Roderic Rius i a Joan de Nàtera, i va ser en 1478 quan el rei Joan II d'Aragó li fa el lliurament de la localitat a Bernat d'Almúnia i cap al 1550 Joan Jeroni d'Almúnia la vengué al duc Francesc de Borja.
L'any 1525, i mitjançant un decret reial, Carles I obligà als mudèjars a convertir-se al cristianisme, passant a denominar-se aleshores moriscs. La convivència amb els cristians vells seguia estant plena de dificultats, ja que a més d'estar obligats a viure com a cristians devien pagar els impostos als quals estaven obligats pel fet de tenir origen musulmà.
Una ordre de 1563 de micer Andreu Valeriola va possibilitar la retirada d'armes als moriscs de Xeraco i Xeresa arribant-se a recollir entre tots dos pobles: huit ballestes, huitanta espases, dèsset punyals, una alfonja, una sevella, un broquet, una alfanja i una partesana.
Pocs anys després l'arquebisbe de València Joan de Ribera ordenà enderrocar la mesquita que funcionava com a església per construir un temple totalment cristià sota l'advocació de nostra Senyora de l'Encarnació, iniciant-se una política assimilativa dels moriscs la qual comportava determinats actes repressius com la supressió de les cerimònies morisques, la prohibició de l'ús de la llengua àrab o el desterrament d'alfaquins de les aljames d'entre moltes altres com les visites inquisitorials a la fi de comprovar el grau de cristianització dels nous convertits.

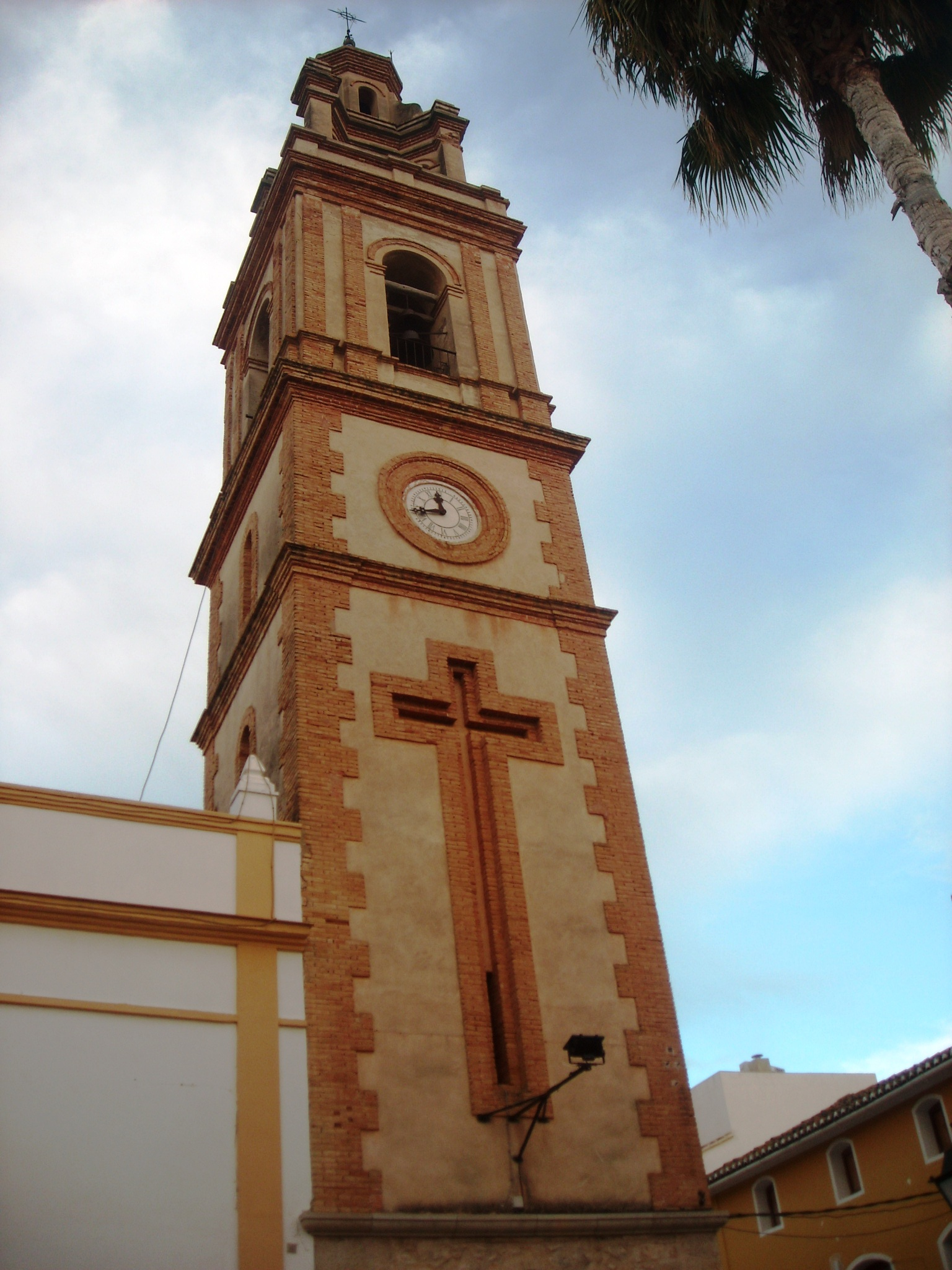
Campanar de l'Església de la Mare de Déu de l'Encarnació, de Xeraco. Vista des de l'oest.

Quan l'any 1609, Felip III va ordenar l'expulsió dels moriscs dels territoris hispànics, el duc de Gandia Carles Francesc de Borja, acatà l'ordre reial i expulsà de Xeraco els pobladors d'origen musulmà. A conseqüència d'això, el pobla va patir un fort despoblament. Per a omplir eixe buit, el duc atorgà llicència per a roturar i llaurar les terres de la seua jurisdicció a cristians de la comarca i de pobles de les comarques veïnes, fins i tot d'Eivissa. Els cristians nouvinguts van ocupar les cases i terres abandonades pels moriscs, quedant les millors per a les persones més acostades a la família dels ducs, com va ser el cas dels Quincoces.
Molt a poc a poc, Xeraco es va refer de la davallada causada per l'expulsió morisca i va començar a créixer. La recuperació és deguda, fonamentalment, a dos factors: la dessecació de les terres marjalenques i la rompuda de terres a la Rondonera. Això afavorí la construcció de la primera església de planta totalment cristiana amb el campanar "vell" de planta quadrangular, on es va instal·lar una campana fosa en 1701.
En 1883, la pesta del còlera va causar estralls a Xeraco, amb la mort de seixanta-set veïns de la localitat. Per a fer front a nous problemes, s'aprovà la construcció de la Cisterna. A més, s'acabà la construcció del nou cementeri que estava situat a la part alta del poble, a rinxo de l'antiga carretera Silla-Alacant.
El segle xix fou el segle del canvi i progrés, ja que es posaren les bases per a la creació del mercat tal com hui dia l'entenem, gràcies en gran manera al ferrocarril de Carcaixent a Dénia i a la nova carretera de Silla a Alacant. Així, doncs, Xeraco tingué la seua estació i un moll de mercaderies, fets que suposaven un pas de gegant per al desenvolupament econòmic de la localitat.
Al llarg del segle xx, la dinàmica econòmica i demogràfica ha sigut molt positiva, afavorida per una agricultura intensiva de regadiu (sénies i "motobombes" elevaren l'aigua del subsòl) i comercial, basada en el conreu de l'hortalissa i la taronja donant a partir dels seixanta unes dècades de gran prosperitat. La fi del segle passat i els inicis del segle xxi han portat un fort desenvolupament als sectors secundari (construcció) i terciari (de manera singular, el turisme a la platja). Mentrimentres, l'agricultura ha perdut el seu paper de motor econòmic local; no obstant, el conreu dels cítrics manté a Xeraco una gran presència i producció.

## Demografia
Segons l'Institut Nacional d'Estadística d'Espanya, l'any 2005 Xeraco tenia 5.643 habitants, dels quals 2.858 eren hòmens i 2.785 eren dones. L'any 2010 tenia 6.129 (3.177 hòmens i 2.952 dones). En 2015 la població total era de 5.881 (3.004 hòmens i 2.877 dones).
| 1900  | 1910  | 1920  | 1930  | 1940  | 1950  | 1960  | 1970  | 1981  | 1991  | 1996  | 2001  | 2005  | 2006  | 2007  | 2008  | 2009  | 2010  | 2012  | 2013  | 2014  | 2015  | 2016  | 2017  | 2018  |
| 1.481 | 1.881 | 2.117 | 2.272 | 2.623 | 3.126 | 3.282 | 3.631 | 4.271 | 4.567 | 4.573 | 5.055 | 5.643 | 5.671 | 5.871 | 6.259 | 6.186 | 6.129 | 6.230 | 6.251 | 5.907 | 5.881 | 5.732 | 5.715 | 5.726 |

## Política i govern

### Composició de la Corporació Municipal
El Ple de l'Ajuntament està format per 13 regidors. En les eleccions municipals de 26 de maig de 2019 foren elegits 7 regidors del Partit Popular (PP), 4 del Partit Socialista del País Valencià (PSPV-PSOE) i 2 de Compromís per Xeraco (Compromís).
| Eleccions municipals de 26 de maig de 2019 - Xeraco                                                                           |                                          |                                     |                                     |        |          |          |
| Candidatura | Candidatura                              | Candidatura                         | Cap de llista                       | Vots   | Vots     | Regidors |
| | Partit Popular                           |                                     | Avelino Mascarell Peiró             | 1.656  | 50,32%   | 7 (+1)   |
| | Partit Socialista del País Valencià-PSOE |                                     | Ferran Bofí Pardo                   | 1.013  | 30,78%   | 4 (+1)   |
| | Compromís per Xeraco                     |                                     | Jacinta Rubio Rodrigo               | 596    | 18,11%   | 2 (-1)   |
| | Altres candidatures                      |                                     |                                     |        |          | 0 ( -1)  |
| | Vots en blanc                            |                                     |                                     | 26     | 0,79%    |          |
| Total vots vàlids i regidors                                                                                                  | Total vots vàlids i regidors             | Total vots vàlids i regidors        | Total vots vàlids i regidors        | 3.291  | 100 %    | 13       |
| | Vots nuls                                | Vots nuls                           | Vots nuls                           | 38     | 1,15%    |          |
| Participació (vots vàlids més nuls)                                                                                           | Participació (vots vàlids més nuls)      | Participació (vots vàlids més nuls) | Participació (vots vàlids més nuls) | 3.329  | 77,62%** |          |
| Abstenció | Abstenció                                | Abstenció                           | Abstenció                           | 960*   | 22,38%** |          |
| Total cens electoral | Total cens electoral                     | Total cens electoral                | Total cens electoral                | 4.289* | 100 %**  |          |
| Alcalde: Avelino Mascarell Peiró (PP) (15/06/2019) Per majoria absoluta dels vots dels regidors (7 de PP)                     |                                          |                                     |                                     |        |          |          |
| Fonts: JEC, JEZ Gandia, M. Interior, Periòdic Ara. (* No són vots sinó electors. ** Percentatge respecte del cens electoral.) |                                          |                                     |                                     |        |          |          |

### Alcaldes
Des de 2019 l'alcalde de Xeraco és Avelino Mascarell Peiró del PP.
| Període                       | Alcalde o alcaldessa                                  | Partit polític      | Data de possessió     | Observacions         |
| ----------------------------- | ----------------------------------------------------- | ------------------- | --------------------- | -------------------- |
| 1979–1983                     | Joan Sanchis Coscollà                                 | PSPV-PSOE           | 19/04/1979            | --                   |
| 1983–1987                     | Joan Sanchis Coscollà                                 | PSPV-PSOE           | 28/05/1983            | --                   |
| 1987–1991                     | Juan Bautista Todolí Gorrita                          | CDS                 | 30/06/1987            | --                   |
| 1991–1995                     | Juan Bautista Todolí Gorrita                          | CDS                 | 15/06/1991            | --                   |
| 1995–1999                     | Joan Sanchis Coscollà Francisco Santacatalina Ferrer  | JS PP               | 17/06/1995 15/01/1998 | Dimissió/renúncia -- |
| 1999–2003                     | Ferran Bofí Pardo                                     | PSPV-PSOE           | 03/07/1999            | --                   |
| 2003–2007                     | Ferran Bofí Pardo                                     | PSPV-PSOE           | 14/06/2003            | --                   |
| 2007–2011                     | Ferran Bofí Pardo                                     | PSPV-PSOE           | 16/06/2007            | --                   |
| 2011–2015                     | Avelino Mascarell Peiró Francesc Serralta Zaragozà    | PP Compromís        | 11/06/2011 20/09/2013 | Moció de censura --  |
| 2015–2019                     | Francesc Serralta Zaragozà José Salvador Tejada Soler | Compromís PSPV-PSOE | 13/06/2015 21/06/2017 | Pacte de govern --   |
| 2019-2023                     | Avelino Mascarell Peiró                               | PP                  | 15/06/2019            | --                   |
| Des de 2023                   | n/d                                                   | n/d                 | 17/06/2023            | --                   |
| Fonts: Generalitat Valenciana |                                                       |                     |                       |                      |

## Llocs d'interès

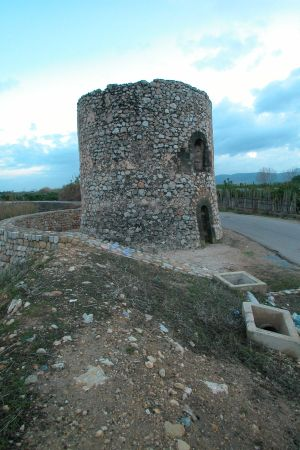
Torre de Guaita. Situada a la vora del riu Vaca.

La platja de Xeraco és una de les més aptes per al bany de tot el litoral valencià. Prova d'això és que any rere any aconseguix la bandera blava que atorga la Unió Europea. És un dels pocs municipis de la costa valenciana que conserva les dunes en la línia de platja, en forma de mota. A més de la platja, destaca la històrica Torre de Guaita, utilitzada com a talaia de vigilància marítima segles enrere i restaurada als anys 80, si bé recents teories creuen que podria tractar-se més aviat d'una torre de pontatge on s'hauria de pagar un peatge per a creuar el Camí Reial.
L'Església de Nostra Senyora de l'Encarnació fou iniciada l'any 1701 i no s'acabà fins al 1755 quan alçaren el campanar vell. El temple seguix l'estil neoclàssic amb planta basilical d'una sola nau, volta de canó sobre arcs de mig punt recolzats sobre pilastres i semi-pilastres adossades als murs i contraforts, i amb capelles laterals. En 1903 s'encetaren les obres d'ampliació quan és feu el nou campanar i en 1921 s'acabà el tram dels campanes. Recentment s'ha afegit un nou altar-retaule i s'ha restaurat la imatge de la santa patrona. Apareix en l'escut del poble juntament amb la desapareguda Torre Àrab.
L'Ermita del Santíssim Crist de l'Agonia, és altre edifici emblemàtic, la construcció del qual acabà el 30 de maig de 1883 per obra de Francesc Gómez i Pons, el Fuster de la Vall. D'estil neoclàssic, l'ermita d'una sola nau i amb escassa decoració a l'interior, conté la imatge del patró titular, el Santíssim Crist de l'Agonia, realitzada per l'escultor Felip Panach a les acaballes de la dècada de 1940 per substituir la que es cremà durant la II República.
La Cisterna data del segle xix i fou inaugurada en 1888. Es tracta d'un aljub d'aigua fresca situat baix rasant amb sostre de volta i planta rectangular, al que s'accedix per una escala. Hui dia s'utilitza com a museu local i sala d'exposicions.
La Cova del Vell és una cova d'origen càrstic situada a la partida de Vinyoles, que alberga restes d'activitat humana datada en el Paleolític.
Xeraco, també compta amb un alt valor paisatgístic amb les marjals de Xeraco - Xeresa - Gandia, i amb la muntanya Montdúver i el seu massís calcari, que dona el nom a l'institut d'educació secundària del poble, el qual compta amb línies de batxillerat.
Destaca a més la casa de la cultura al centre del nucli urbà, construïda al lloc que ocupava l'Ajuntament vell i una casa particular.

## Patrimoni natural
Part de la superfície del terme de Xeraco està inclosa en un total de tres ZEC Serres de Mondúver i Marxuquera, Marjal de la Safor, Dunes de la Safor, solapades o coincidents amb la ZEPA Mondúver-Marjal de la Safor.

La desembocadura del riu Vaca figura en el catàleg de Zones Humides amb protecció legal. La zona de protecció, és inclosa en les ZEC Marjal de la Safor i Dunes de la Safor.

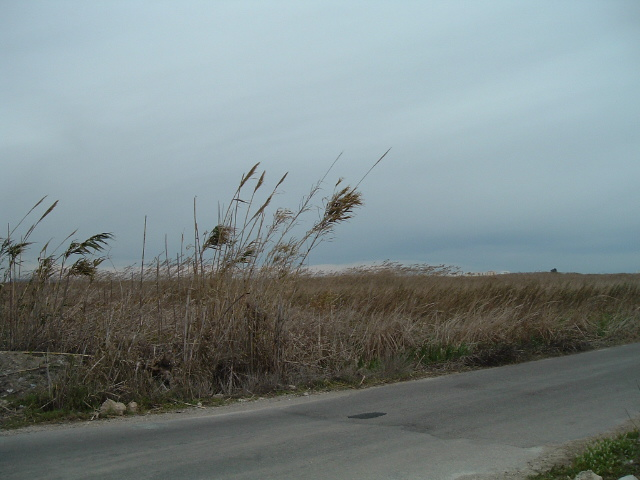
Marjal de Xeresa-Xeraco. A l'horitzó entre les canyes s'albira alguna construcció de la Platja de Xeraco.

## Patrimoni cultural
El municipi de Xeraco conserva diferents llegats històrics d'importància. Compta amb dos Béns d'Interés Cultural (BIC): la Torre de Guaita, dels segle xvi, i la Campana Maria, fosa l'any 1450. D'una banda, la torre està situada al costat del Riu Vaca i té un estat de conservació bastant dolent. De l'altra, la campana es troba al campanar nou de l'Església de Nostra Senyora de l'Encarnació i necessita una intervenció de restauració.

## Com arribar-hi
A Xeraco es pot arribar a través de l'autopista AP-7, en l'eixida Xeresa/Xeraco/Tavernes. També es pot arribar per la carretera nacional N-332 que passa pels afores de la localitat. A més a més, està comunicada per ferrocarril amb València i Gandia a través de la línia C-1 de rodalia. Pròximament està planejada la construcció de la nova autovia A-38, la qual tindrà pas per la localitat.

## Esports
La pilota valenciana, en la modalitat del raspall, és molt popular a Xeraco, tant al carrer com al trinquet. És per això que Xeraco és un dels pobles favorits en les competicions autonòmiques per a aficionats de raspall al carrer i al trinquet. També cal destacar la importància del futbol a la localitat, on el CD Xeraco va aconseguir l'ascens a Primera Regional el 2012.

## Personatges il·lustres
- María Luisa Bergaz Conesa (1947-), diputada al Parlament Europeu.
- Enrique Bofí Planes (1956-), investigador i pintor.[13]
- Manel Pardo Rosselló (1963-2017), esportista i impulsor de l'atletisme popular.
- Maria José Martos (1964-), soprano.
- Juan José de los Ángeles Seguí (1973-), ciclista professional.
- Josep Rodríguez Gómez (1989-), pilotari professional.
- Alexandra Blanquer Boluda (1992-), reportera i presentadora de televisió.
- Víctor Garcia Raja (1997-), futbolista professional.[14]